# Preben Hertoft
Preben Hertoft (født 5. januar 1928, død 26. februar 2017) var Danmarks første professor i sexologi.
Faget sexologien fandt Preben Hertoft nærmest ved et tilfælde, for valget faldt i første omgang på psykiatrien efter den medicinske embedseksamen i 1955.